# Qeshlaq, Osku
Qeshlaq ( em persa: قشلاق  </link> , também romanizado como Qeshlāq ; também conhecido como Tāzeh Qishlāq )  é uma vila no distrito rural de Shurakat-e Jonubi, distrito de Ilkhchi, condado de Osku, província do Azerbaijão Oriental, Irã . No censo de 2006, a população da região era de 274, em 66 famílias. 